# Cratère de Tin Bider
Le cratère de Tin Bider est un cratère météoritique qui se trouve sur un terrain sec et accidenté en Algérie. Le cratère a été formé dans les derniers 70 millions d'années, peut-être à la fin du Crétacé ou au début du Tertiaire. Son diamètre est de 6 kilomètres, le cratère se trouve à l'extrémité sud du plateau du Tinrhert. La position élevée et les anneaux concentriques de Tin Bider suggèrent que sa structure est complexe.

## Caractéristiques
Tin Bider est une structure concentrique à anneaux multiples d'environ 6 km de diamètre. Le cratère est perché sur la partie sud du plateau de Tin Rhert, qui peut être considéré comme une extension du plateau de Tademait. La série normalement plate du Crétacé supérieur est profondément perturbée par ce dernier. Les formations argileuses contiennent de fines intercalations calcaires et quelques couches de gypse et les formations calcaires contiennent des intercalations argileuses d'environ 500 m d'épaisseur. Des grès massifs attribuables au Crétacé inférieur, connus dans tout le Sahara, n'affleurent qu'au centre du cratère, à environ 500 mètres au-dessus de sa position stratigraphique habituelle.
Tin Bider, comme le montrent à la fois la carte topographique et la photographie aérienne, est caractérisé par une série de crêtes annulaires presque concentriques. On peut distinguer au moins trois zones anticlinales complexes principales, si l'on compte du centre à la périphérie, s'étendant jusqu'à 6 km de distance. Les plis qui en résultent sont très compliqués et semblent se développer concentriquement dans toutes les directions. La limite entre les zones déformées et non déformées est bien marquée sur la moitié est du cratère. Le contact est bien marqué et peut souvent être tracé sur des distances de plusieurs centaines de mètres vers le centre. Il est également bien exposé dans les nombreux canyons radiaux qui coupent l'escarpement en bordure du plateau (cf. carte topographique). La zone centrale, où se trouvent les grès, ne présente aucune structure apparente. Elle est principalement constituée de pièces détachées et de blocs rocheux issus de l'érosion.

### Particularité
En raison de la grande proéminence de la déformation ductile, Tin Bider diffère considérablement des autres cratères. Bien qu'il n'y ait pas encore d'explication concluante pour cette condition unique, Tin Bider pourrait fournir des informations importantes pour une meilleure compréhension des cratères d'impact à grande échelle.

## Galerie

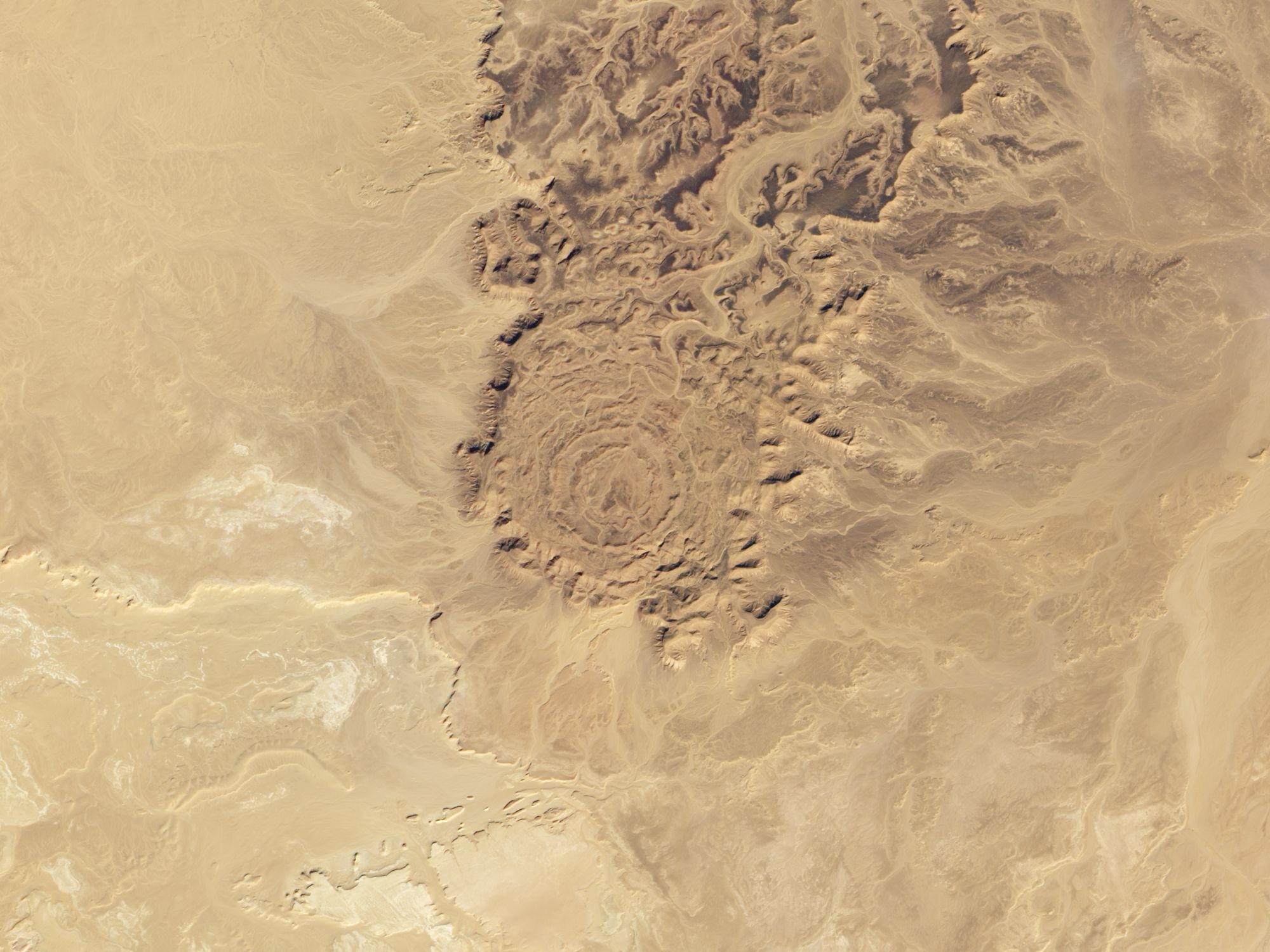
Image satellite du cratère de Tin Bider, vue en couleurs naturelles.
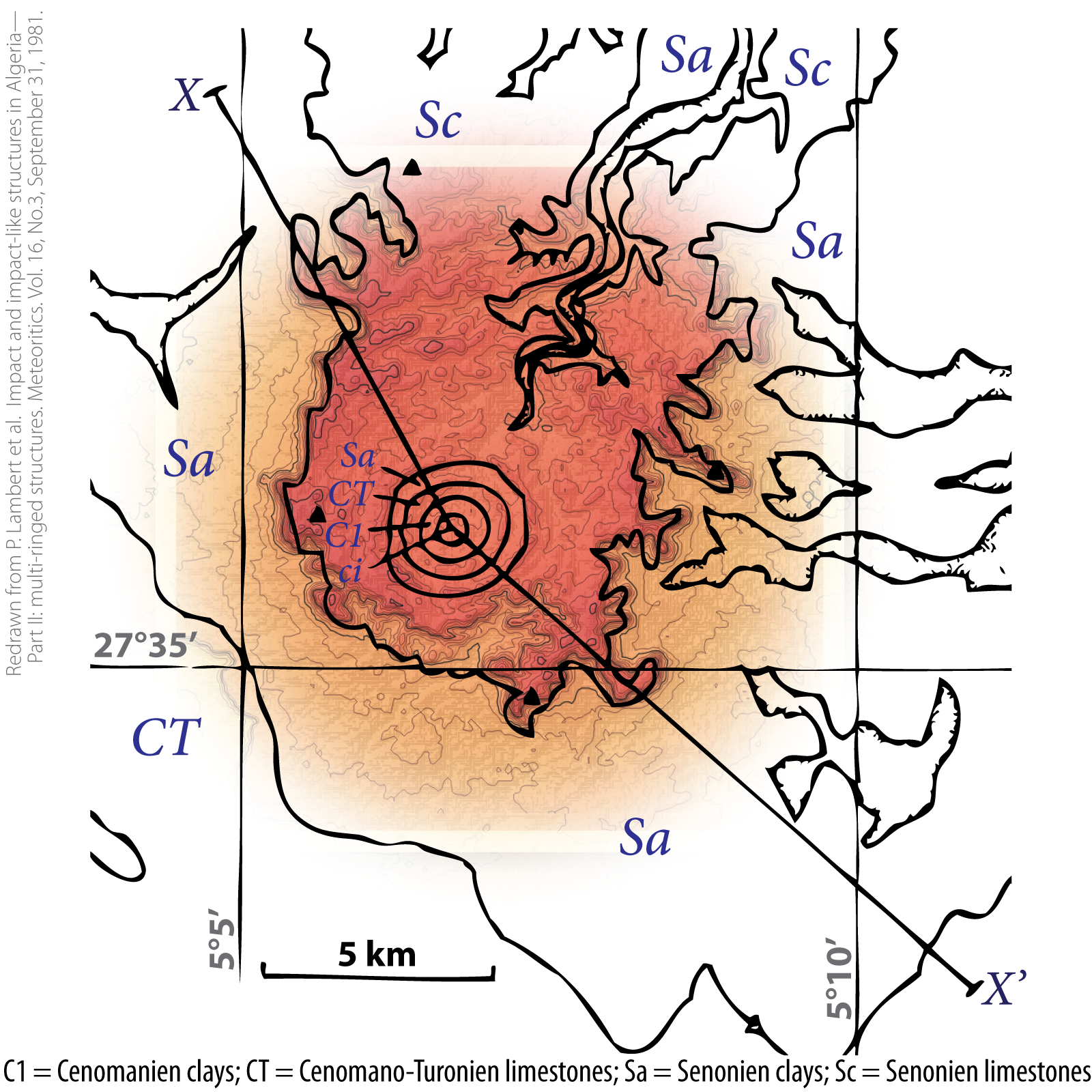
Plan schématique de la structure d'impact de Tin Bider.
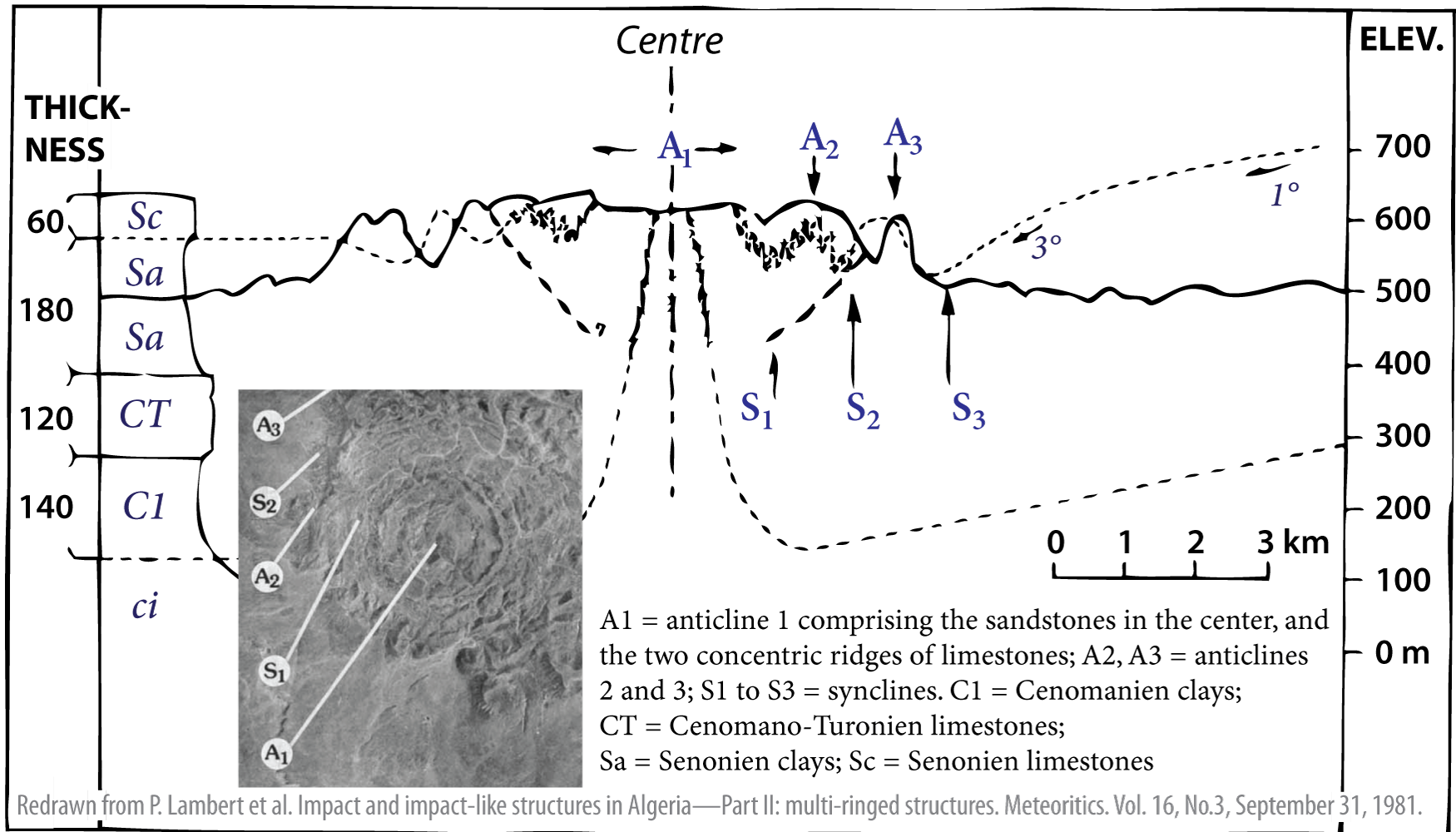
Coupe de la structure d'impact de Tin Bider.